# 2Б14 «Піднос»
2Б14 «Піднос» (рос. 2Б14 «Поднос») — радянський міномет калібру 82 мм, призначений для використовування тих же мін, що й 2Б9 «Васильок». Призначається для знищення та подавлення живої сили та вогневих засобів противника для підтримки мотострілецької роти.

## Історія
На початку 1970-х років 82-мм міномети були зняті з озброєння Радянських Збройних сил. Командування сухопутних військ до кінця 70-х років не знаходило їм місця у штатах стрілецьких рот. Лише з початком війни в Афганістані стало ясно, що тільки 82-мм міномети можуть забезпечити стрілецьким підрозділам необхідну вогневу підтримку і супровід при проведенні бойових дії у гірській місцевості.
Міномет був розроблений одним з конструкторських бюро Горьковського машинобудівного заводу. При створенні міномета широко використовувалися нові високоміцні матеріали, що уможливило скоротити його вагу у порівнянні з мінометами зразку 1937 і 1941 років понад півтора рази. Полігонні випробування проведено в Афганістані. Прийнятий на озброєння 1983 року.

## Будова
Міномет зроблений за класичною жорсткою схемою, без противідкатних приладів, заряджається з дула. Складається зі ствола, двоноги-лафета, опорної плити та прицільних пристроїв. Ствол — гладкостінна труба з нагвинтним казенником. Приціл оптичний МПМ-44М. Лафет-двонога складається з власне двоноги з підіймальним механізмом і механізмом регулювання, обертального механізму, двох амортизаторів та обойми для з'єднання лафету зі стволом. Опорна плита має круглу форму, і є штампованою конструкцією з привареними знизу ґрунтозачепами, які унеможливлюють рух ствола міномета під час пострілу. Ще одна конструктивна особливість — наявність на стволі запобіжника від подвійного заряджання. Він призначається для уникнення повторного заряджання, якщо у стволі вже знаходиться міна (це неминуче призвело б до вибуху і загибелі обслуги). У похідному стані міномет розбирається та переноситься або перевозиться у трьох в'юках. Вага в'юка ствола — 16,2 кг, вага в'юка опорної плити — 17 кг, вага в'юка двоноги — 13,9 кг. На великі відстані міномет може перевозитися у кузові армейського вантажного автомобіля (4x4 или 6x6) або у десантному відділі бронетранспортера.
Для більш оперативного використання у бою мінометів 2Б14, використовується спеціально обладнаний автомобіль УАЗ-469, укомплектований пристроями для їхнього установлення, укладання та транспортування (виріб 2И27 ЦНДІ «Буревісник» 1984 року). На одному такому автомобілі розміщуються два міномети 2Б14 (2Б14-1), ЗІП до них, і боєкомплект у двох варіантах: У першому — 116 мін (з них 36 шт. — у 12 лотках, 80 шт. — у 8 паркових ящиках);
У другому — 76 мін (з них 36 шт. — у 12 лотках, 40 шт. — у 4 паркових ящиках).
Обслуга (враховуючи водія): у першому варіанті 2 особи, у другому — 4. Максимальна швидкість пересування — 100 км/год і обмежується тільки безпекою руху.

## Модифікації
Пізніше було створено модифікацію 2Б14-1, яка не має істотних конструктивних відмінностей.
Окрім того, існує версія вдосконаленого мінометного комплексу 2К-21-2, який складається з міномета 2Б-14 «Піднос», встановленого на базу самохідного тягача легкого бронювання МТ-ЛБ. Міномет пристосовано як для стрільби з шасі, так і з ґрунту. Обслуга — 5 осіб. Новий мінометний комплекс уможливлює значно скоротити час для підготовки до ведення вогню, сприяє мобільній зміні вогневих позицій, укриває екіпаж та обслугу від куль.